# 潮州車両基地
潮州車両基地（ちょうしゅうしゃりょうきち、繁体字中国語: 臺鐵潮州車輛基地、英語: Chaojhou Coach Yard）は台湾屏東県潮州鎮にある台湾鉄路管理局機務処高雄機廠に属する車両基地。略称は潮州基地。
基地内に併設されている職員乗降用の駅である通称陽光駅（ようこうえき）についても本項で述べる。

## 概要
台鉄捷運化（zh:高雄市區鐵路地下化）に伴う高雄駅周辺の縦貫線・屏東線の軌道地下化、高雄ライトレールの建設と高雄臨港線廃止に伴う高雄機廠、南区供応廠(材料廠)、高雄機務段、高雄検車段と高雄港検車分段の移転先として、一連の車両検査基地、留置基地の機能を一手に担うため総面積約52ヘクタールと移転前の31ヘクタールから大幅に拡大された敷地を擁する台鉄の南部最大の基地。潮州駅から南に1.9kmの基地支線が新設され、信号設備などは台湾京三製作所が担当している。環境に配慮し施設内に太陽光発電パネル設置する計画。
移転による高雄側の跡地は台鉄が無償で高雄市政府に譲渡され、進行中の都市計画で再開発・緑化用地になるほか、一部は高雄ライトレールの経路として再活用される。
総額139億ニュー台湾ドルを投じた「高雄機廠の潮州移転および跡地開発計画（繁体字中国語: 高雄機廠遷建潮州及原有廠址開發計畫」は2018年6月に完全移転し、翌2019年6月に完工予定だったが、潮州側の用地取得の遅れから完全な明け渡しは2019年末になる見通しである。基地から台1線を挟んだ敷地にも調車場を拡張するため、平面の台1線の一部区間を高架化する計画が先行して進行し、2017年11月29日に供用された。

## 歴史
- 2011年9月 - 着工。
- 2015年
  - 10月14日 - 高雄機務段で配属機関車を送り出す式典を開催[13]。
  - 10月15日 - 車両基地および「陽光駅」供用。
- 2018年1月10日 - 基地内で高雄機廠と南区供応廠の移転受け入れのための起工式が行われた[14]。
- 2021年
  - 10月、国立屏東高級工業職業学校（中国語版）（屏東市）と産学提携[15]。
  - 11月29日、高雄市鳳山区の高雄機廠が本基地に併設された潮州機廠に完全移転を完了[16][17]。

## 陽光駅
車両基地供用と同時に職員通勤用の簡易ホームが設置され、朝晩は専用列車が発着する。
職員有志により製作された「陽光小站」と表記された駅名標がある。
| 地上 |            | → 屏東、高雄方面（潮州駅） |
| 地上 | 単式ホーム |                            |